# Europees kampioenschap sneldammen
Het Europees kampioenschap sneldammen wordt vanaf 2005 door de EDC georganiseerd. Het toernooi duurt in principe twee dagen en wordt gespeeld tijdens of na een internationaal toernooi. 

## Overzicht met locatie en nummers 1, 2 en 3
| Jaar                       | Locatie   | Goud                   | Zilver                | Brons                  |
| -------------------------- | --------- | ---------------------- | --------------------- | ---------------------- |
| 26-27 mei 2005             | Praag     | Yuri Anikejev          | Alexander Getmanski   | Roberts Misans         |
| 16-17 februari 2007        | Cannes    | Aleksej Tsjizjov       | Guntis Valneris       | Baljakin / Georgiejev  |
| 12-13 september 2008       | Varna     | Raimonds Vipulis       | Guntis Valneris       | Anikejev / Amrillajev  |
| 29-30 augustus 2009        | Stockholm | Alexander Baljakin     | Aleksandr Georgiejev  | Moerodoello Amrillajev |
| 20-21 maart 2010           | Vilnius   | Alexander Baljakin     | Roberts Misans        | Moerodoello Amrillajev |
| augustus 2011              | Tallinn   | Aleksandr Schwarzman   | Roberts Misans        | Raimonds Vipulis       |
| 27-28 juli 2012            | Stockholm | Aleksandr Schwarzman   | Georgiejev / Valneris |                        |
| 23 maart 2013              | Boedapest | Aleksandr Schwarzman   | Getmanski / Vipulis   |                        |
| 6 oktober 2014             | Tallinn   | Moerodoello Amrillajev | Aleksej Tsjizjov      | Aleksandr Georgiejev   |
| 28 februari - 1 maart 2015 | Cannes    | Aleksandr Schwarzman   |                       |                        |